# Венерология
Венерология — область медицины, изучающая инфекции, передающиеся половым путём, или иначе венерические заболевания. Венерология (лат. Venus, родительный падеж Veneris — Венера, у древних римлян богиня любви) — наука о течении, лечении и предупреждении венерических заболеваний.
Своё название венерология получила лишь в 14 веке благодаря французскому врачу Жану Фернелю, который окрестил их в честь богини любви — Венеры. Однако позже, по причине открытия большого количества ранее неизвестных болезней, в 1974 году эксперты ВОЗ приняли новое название — заболевания, передаваемые половым путём (ЗППП). В настоящее время в их структуре принято разграничивать старые, или классические венерические заболевания (гонорея, сифилис, донованоз, мягкий шанкр, венерическая лимфогранулема) и новые, или урогенитальные венерические заболевания (хламидиоз, уреаплазмоз, микоплазмоз, трихомониаз, кандидоз, гарднереллез, цитомегаловирус, генитальный герпес, вирус папилломы человека, ВИЧ-инфекция).